# Masked and Anonymous
Masked and Anonymous ist ein US-amerikanischer Spielfilm von 2003 und das Spielfilm-Debüt von Autor und Regisseur Larry Charles. Wesentlicher Bestandteil sind die Lieder von Bob Dylan, der auch die Hauptrolle spielt.

## Handlung
Ort der Handlung ist ein fiktiver post-apokalyptischer Staat. Der Präsident liegt im Sterben, es herrscht Bürgerkrieg. Der gewiefte Manager Uncle Sweetheart will ein „Benefiz“-Konzert veranstalten, vorgeblich für die im Krieg tätigen medizinischen Hilfsorganisationen, wegen seiner Schulden aber hauptsächlich für sich selbst. Da er keine großen Stars auftreiben kann, hinterlegt er für den heruntergekommenen Sänger Jack Fate, der im Gefängnis sitzt, eine Kaution. Sweethearts Partnerin Nina Veronica bemüht sich inzwischen darum, dass die Show im staatlich kontrollierten Fernsehen live übertragen wird. Doch genau zu Konzertbeginn stirbt Jack Fates Vater, der Präsident, und man zeigt stattdessen die Antrittsrede seines Amtsnachfolgers (Edmund). Der Journalist Tom Friend wird von seinem Herausgeber gleichwohl dazu genötigt, von dem Konzertereignis zu berichten. Er wird begleitet von seiner Freundin Pagan Lace. Jack Fates einziger echter Freund, Bobby Cupid, bringt ihm dann die Gitarre von „Blind Lemon“, der sie an „Lightning“ weitergab. Später wird er sie als Waffe benutzen, um Tom Friend umzubringen.
Die Lieder des Films sind geschrieben und/oder vorgetragen von Bob Dylan, einige mit seiner damals aktuellen Tourband (in der Besetzung: Charlie Sexton, Larry Campbell, Tony Garnier und George Receli). Im Film heißt die Band „Simple Twist of Fate“.

## Deutsche Version
Der Film wurde in Deutschland 2005 synchronisiert. Er behielt seinen englischen Titel, der übersetzt in etwa lautet maskiert und anonym.

## Kritik
Auf der Website Metacritic erhielt der Film 32 von 100 Punkten, basierend auf 28 US-amerikanischen Filmkritiken. Lisa Schwarzbaum urteilte in der Entertainment Weekly: „Es erfordert enorme Zurückhaltung, nicht zu dem Schluss zu kommen, dass dieses unterhaltsam apokalyptische Chaos von Nichts handelt, denn es könnte genau so gut von Allem handeln. Aber ich bezweifle es.“ (Requires tremendous restraint not to conclude that this entertainingly apocalyptic mess is about nothing, since it may well be about everything. But I doubt it). Hauptkritikpunkte waren, dass der Film, anders als „normale“ Hollywoodproduktionen, nicht die Handlung in den Vordergrund stelle, einige Rollen jeweils nur aus einem langen Monolog bestehen und der Film keine Antworten gebe auf die Fragen gebe, die er aufwerfe.
Ann Hornaday nannte den Film in der Washington Post eine „faszinierende, irritierende, maßlose, visionäre, prätentiöse, hypnotisierende Popkultur-Kuriosität“ (a fascinating, vexing, indulgent, visionary, pretentious, mesmerizing pop culture curio).
Das Lexikon des internationalen Films meint: „Rätselhafter Film, in dem der Sänger Bob Dylan ein resigniertes Resümee zieht und angesichts der allgemeinen Verlogenheit alle Werte und Überzeugungen in Frage stellt. Der unfertig wirkende, teilweise absurde Film bezieht einen Teil seiner Wirkung aus den neu arrangierten Liedern Dylans sowie Gastauftritten vieler mitunter bis zur Unkenntlichkeit verkleideten Stars.“